# Воробьёво (Великолукский район)
Воробьёво — деревня в Великолукском районе Псковской области России. Входит в состав сельского поселения «Успенская волость».
Расположена восточнее озера Сиверст, в 55 км к юго-востоку от райцентра Великие Луки и в 12 км к юго-востоку от волостного центра Успенское.

## Население
Численность населения деревни по состоянию на 2000 год составила 8 жителей, на 2010 год — 13 жителей.